# Newportia oligopla
Newportia oligopla är en mångfotingart som beskrevs av Chamberlin 1945. Newportia oligopla ingår i släktet Newportia och familjen Scolopocryptopidae. Inga underarter finns listade i Catalogue of Life.